# Rainer Höynck

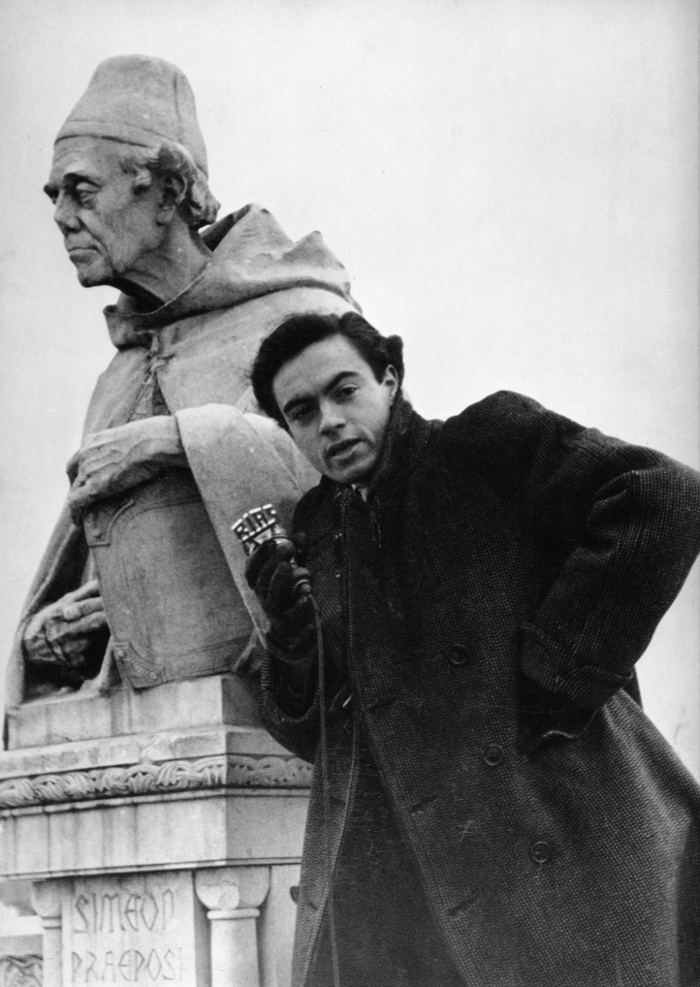
Rainer Höynck, 1949

Rainer Höynck (* 10. Juni 1927 in Berlin; † 10. August 2018) war ein deutscher Kulturjournalist.

## Leben und berufliche Stationen
Während des Zweiten Weltkriegs war er Luftwaffenhelfer und geriet für kurze Zeit in sowjetische Kriegsgefangenschaft. Nach Kriegsende machte er ein Regie-Volontariat bei Jürgen Fehling. Danach wurde er Redaktionsassistent beim Berliner Tagesspiegel unter dem Chefredakteur Erik Reger. Seit 1948 arbeitete er beim RIAS, zunächst als Reporter (seine Berichte vom Aufstand des 17. Juni 1953 sind als Tondokumente erhalten), dann mit zunehmender Spezialisierung auf Kultur.
Von 1963 bis 1988 war er beim RIAS Ressortleiter Kulturkritik und Kulturpolitik (Theater, bildende Kunst, Film, Architektur, Design, kulturelles Wort). Jahrzehntelang moderierte er auch die „Langen Nächte“ des RIAS zu den Berliner Jazztagen. Seit 1958 arbeitete er kontinuierlich für das Fernsehen, insbesondere für den Sender Freies Berlin, und war Autor und Regisseur von Kultur- und Dokumentarfilmen. Er war Kulturkorrespondent diverser Zeitungen und Zeitschriften, zum Beispiel des Handelsblatts, und Moderator zahlreicher öffentlicher Veranstaltungen zu bildender Kunst, Theater, Film, Stadtentwicklung und Kulturpolitik.
Rainer Höynck war Gründungsmitglied der Neuen Gesellschaft für bildende Kunst (NGBK) und deren Präsident in den Jahren 1992–1999. Er starb im August 2018 im Alter von 91 Jahren.

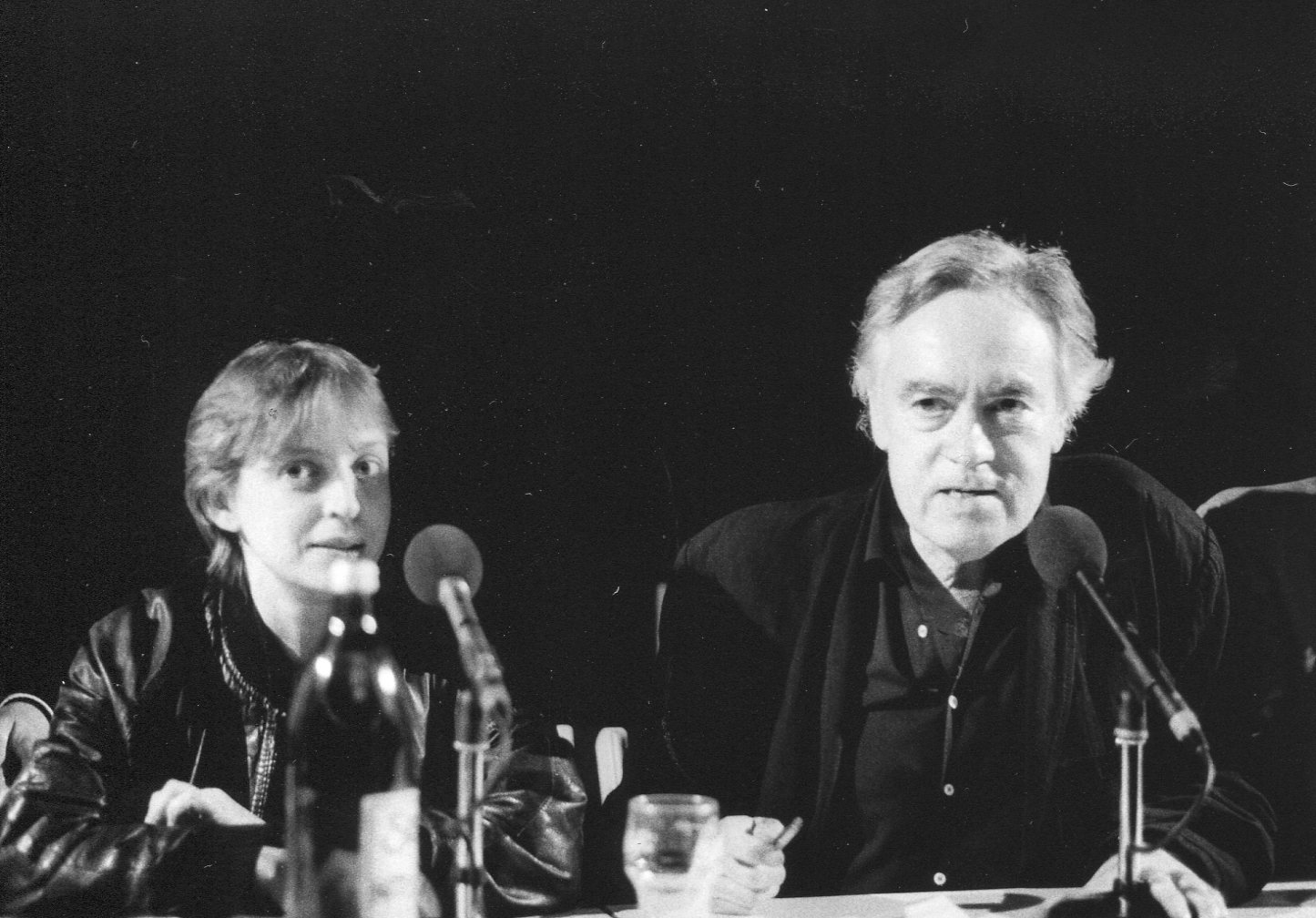
Rainer Höynck neben Katharina Thalbach beim Berliner Theatertreffen in den 1980er Jahren

## Buchpublikationen
- Berlin auf den zweiten Blick (mit Heinz Ohff und Christian Chruxin), Stapp Verlag Berlin 1980
- Das BerlinBuch (mit Heinz Ohff), Stapp Verlag 1987
- Blickwechsel. 25 Jahre Berliner Künstlerprogramm (mit Stefanie Endlich), Argon Verlag Berlin 1988
- 21 – was nun? Zwei Jahrzehnte Neue Gesellschaft für Bildende Kunst, Berlin 1989
- Berliner Ring. Bilder und Texte (mit Ulrich Eckhardt und Stefanie Endlich), Nicolaische Verlagsbuchhandlung Berlin 1990
- sowie zahlreiche Beiträge in Katalogen, Dokumentationen, Jahrbüchern und Zeitschriften.